# Wereldkampioenschappen indooratletiek 2025
De wereldkampioenschappen indooratletiek 2025 werden gehouden van 21 maart tot en met 23 maart 2025 in Nanjing, China. Het is ongebruikelijk dat een WK op oneven jaren wordt georganiseerd. Nanjing zou eigenlijk in 2020 deze WK organiseren, maar de coronapandemie stak daar een stokje voor. Met deze twintigste editie wordt de eerste WK indoor ingehaald.

## Medailles

### Mannen
| Onderdeel            | Goud                                                                         | Goud         | Zilver                                                                 | Zilver       | Brons                                                                | Brons        |
| -------------------- | ---------------------------------------------------------------------------- | ------------ | ---------------------------------------------------------------------- | ------------ | -------------------------------------------------------------------- | ------------ |
| 60 m                 | Jeremiah Azu                                                                 | 6,49 s =PR   | Lachlan Kennedy                                                        | 6,50 s       | Akani Simbine                                                        | 6,54 s       |
| 400 m                | Christopher Bailey                                                           | 45,08 s      | Brian Faust                                                            | 45,47 s =PR  | Jacory Patterson                                                     | 45,54 s      |
| 800 m                | Josh Hoey                                                                    | 1.44,77      | Eliott Crestan                                                         | 1.44,81      | Elvin Josué Canales                                                  | 1.45,03      |
| 1500 m               | Jakob Ingebrigtsen                                                           | 3.38,79      | Neil Gourley                                                           | 3.39,07      | Luke Houser                                                          | 3.39,17      |
| 3000 m               | Jakob Ingebrigtsen                                                           | 7.46,09 SB   | Berihu Aregawi                                                         | 7.46,25 SB   | Ky Robinson                                                          | 7.47,09      |
| 60 m horden          | Grant Holloway                                                               | 7,42 s       | Wilhem Belocian                                                        | 7,54 s       | Liu Junxi                                                            | 7,55 s       |
| 4 × 400 m            | Verenigde StatenElija Godwin Brian Faust Jacory Patterson Christopher Bailey | 3.03,13 SB   | JamaicaRusheen McDonald Jasauna Dennis Kimar Farquharson Demar Francis | 3.05,05 SB   | HongarijePatrik Simon Enyingi Zoltán Wahl Árpád Kovács Attila Molnár | 3.06,03 NR   |
| Hoogspringen         | Woo Sang-hyeok                                                               | 2,31 m SB    | Hamish Kerr                                                            | 2,28 m       | Raymond Richards                                                     | 2,28 m       |
| Polsstokhoogspringen | Armand Duplantis                                                             | 6,15 m       | Emmanouil Karalis                                                      | 6,05 m NR    | Sam Kendricks                                                        | 5,90 m =SB   |
| Verspringen          | Mattia Furlani                                                               | 8,30 m       | Wayne Pinnock                                                          | 8,29 m SB    | Liam Adcock                                                          | 8,28 m       |
| Hink-stap-springen   | Andy Díaz Hernández                                                          | 17,80 m WL   | Zhu Yaming                                                             | 17,33 m SB   | Hugues Fabrice Zango                                                 | 17,15 m SB   |
| Kogelstoten          | Tom Walsh                                                                    | 21,65 m SB   | Roger Steen                                                            | 21,62 m SB   | Adrian Piperi                                                        | 21,48 m      |
| Zevenkamp            | Sander Skotheim                                                              | 6.475 punten | Johannes Erm                                                           | 6.437 punten | Till Steinforth                                                      | 6.275 punten |

### Vrouwen
| Onderdeel            | Goud                                                                  | Goud         | Zilver                                                                  | Zilver       | Brons                                                          | Brons        |
| -------------------- | --------------------------------------------------------------------- | ------------ | ----------------------------------------------------------------------- | ------------ | -------------------------------------------------------------- | ------------ |
| 60 m                 | Mujinga Kambundji                                                     | 7,04 s       | Zaynab Dosso                                                            | 7,06 s       | Patrizia van der Weken                                         | 7,07 s       |
| 400 m                | Amber Anning                                                          | 50,60 s      | Alexis Holmes                                                           | 50,63 s      | Henriette Jæger                                                | 50,92 s      |
| 800 m                | Prudence Sekgodiso                                                    | 1.58,40 WL   | Nigist Getachew                                                         | 1.59,63 PR   | Patricia Silva                                                 | 1.59,80 NR   |
| 1500 m               | Gudaf Tsegay                                                          | 3.54,86 CR   | Diribe Welteji                                                          | 3.59,30      | Georgia Hunter Bell                                            | 3.59,84 PR   |
| 3000 m               | Freweyni Hailu                                                        | 8.37,21      | Shelby Houlihan                                                         | 8.38,26      | Jessica Hull                                                   | 8.38,28      |
| 60 m horden          | Devynne Charlton                                                      | 7,72 s SB    | Ditaji Kambundji                                                        | 7,73 s       | Ackera Nugent                                                  | 7,74 s SB    |
| 4 × 400 m            | Verenigde StatenQuanera Hayes Bailey Lear Rosey Effiong Alexis Holmes | 3.27,45      | PolenJustyna Święty-Ersetic Aleksandra Formella Anastazja Kuś Anna Gryc | 3.32,05      | AustraliëEllie Beer Ella Connolly Bella Pasquali Jemma Pollard | 3.32,65      |
| Hoogspringen         | Nicola Olyslagers                                                     | 1,97 m SB    | Eleanor Patterson                                                       | 1,97 m       | Jaroslava Mahoetsjich                                          | 1,95 m       |
| Polsstokhoogspringen | Marie-Julie Bonnin                                                    | 4,75 m =NR   | Tina Šutej                                                              | 4,70 m       | Angelica Moser                                                 | 4,70 m       |
| Verspringen          | Claire Bryant                                                         | 6,96 m PR    | Annik Kälin                                                             | 6,83 m       | Fátima Diame                                                   | 6,72 m       |
| Hink-stap-springen   | Leyanis Pérez Hernández                                               | 14,93 m WL   | Liadagmis Povea                                                         | 14,57 m =SB  | Ana Peleteiro-Compaoré                                         | 14,29 m      |
| Kogelstoten          | Sarah Mitton                                                          | 20,48 m      | Jessica Schilder                                                        | 20,07 m      | Chase Jackson                                                  | 20,06 m      |
| Vijfkamp             | Saga Vanninen                                                         | 4.821 punten | Kate O'Connor                                                           | 4.742 punten | Taliyah Brooks                                                 | 4.669 punten |

### Medailleklassement
| Plaats | Land                | Goud | Zilver | Brons | Totaal |
| 1      | Verenigde Staten    | 6    | 4      | 6     | 16     |
| 2      | Noorwegen           | 3    | 0      | 1     | 4      |
| 3      | Ethiopië            | 2    | 3      | 0     | 5      |
| 4      | Verenigd Koninkrijk | 2    | 1      | 1     | 4      |
| 5      | Italië              | 2    | 1      | 0     | 3      |
| 6      | Australië           | 1    | 2      | 4     | 7      |
| 7      | Zwitserland         | 1    | 2      | 1     | 4      |
| 8      | Cuba                | 1    | 1      | 0     | 2      |
| 8      | Frankrijk           | 1    | 1      | 0     | 2      |
| 8      | Nieuw-Zeeland       | 1    | 1      | 0     | 2      |
| 11     | Zuid-Afrika         | 1    | 0      | 1     | 2      |
| 12     | Bahama's            | 1    | 0      | 0     | 1      |
| 12     | Canada              | 1    | 0      | 0     | 1      |
| 12     | Finland             | 1    | 0      | 0     | 1      |
| 12     | Zuid-Korea          | 1    | 0      | 0     | 1      |
| 12     | Zweden              | 1    | 0      | 0     | 1      |
| 17     | Jamaica             | 0    | 2      | 2     | 4      |
| 18     | China               | 0    | 1      | 1     | 2      |
| 19     | België              | 0    | 1      | 0     | 1      |
| 19     | Estland             | 0    | 1      | 0     | 1      |
| 19     | Griekenland         | 0    | 1      | 0     | 1      |
| 19     | Ierland             | 0    | 1      | 0     | 1      |
| 19     | Nederland           | 0    | 1      | 0     | 1      |
| 19     | Polen               | 0    | 1      | 0     | 1      |
| 19     | Slovenië            | 0    | 1      | 0     | 1      |
| 26     | Spanje              | 0    | 0      | 3     | 3      |
| 27     | Burkina Faso        | 0    | 0      | 1     | 1      |
| 27     | Duitsland           | 0    | 0      | 1     | 1      |
| 27     | Hongarije           | 0    | 0      | 1     | 1      |
| 27     | Luxemburg           | 0    | 0      | 1     | 1      |
| 27     | Oekraïne            | 0    | 0      | 1     | 1      |
| 27     | Portugal            | 0    | 0      | 1     | 1      |
| Totaal | Totaal              | 26   | 26     | 26    | 78     |

## Belgische en Nederlandse deelnemers
De lage landen zenden kleine ploegen uit naar deze wereldkampioenschappen. Veel atleten geven de voorkeur om zich voor te bereiden op het buitenseizoen.

### De Belgische ploeg
België stuurde vier atleten naar Nanjing.
| M/V | Naam            | Onderdeel   | Serie  | Rang   | Resultaat |
| --- | --------------- | ----------- | ------ | ------ | --------- |
| V   | Rani Rosius     | 60 m        | finale | 7e     | 7,14 s    |
| M   | Eliott Crestan  | 800 m       | finale | Zilver | 1.44,81   |
| M   | Michael Obasuyi | 60 m horden | finale | 5e     | 7,60 s    |
| M   | Ruben Verheyden | 1500 m      | serie  |        | 3.37,94   |

### De Nederlandse ploeg
Nederland ging met zes atleten naar het WK.
| M/V | Naam                | Onderdeel            | Serie  | Rang   | Resultaat |
| --- | ------------------- | -------------------- | ------ | ------ | --------- |
| V   | Nadine Visser       | 60 m horden          | finale | 6e     | 7,76 s    |
| V   | Jessica Schilder    | kogelstoten          | finale | Zilver | 20,07 m   |
| V   | Jorinde van Klinken | kogelstoten          | finale | 12e    | 17,72 m   |
| M   | Samuel Chapple      | 800 m                | finale | 4e     | 1.45,55   |
| M   | Ryan Clarke         | 800 m                | serie  |        | 1.52,97   |
| M   | Menno Vloon         | polsstokhoogspringen | finale | 4e     | 5,80 m    |

Parijs 1985 · 
Indianapolis 1987 · 
Boedapest 1989 · 
Sevilla 1991 · 
Toronto 1993 · 
Barcelona 1995 · 
Parijs 1997 · 
Maebashi 1999 · 
Lissabon 2001 · 
Birmingham 2003 · 
Boedapest 2004 · 
Moskou 2006 · 
Valencia 2008 ·
Doha 2010 ·
Istanboel 2012 ·
Sopot 2014 ·
Portland 2016 · 
Birmingham 2018 ·
Belgrado 2022 · 
Glasgow 2024 · 
Nanjing 2025 · 
Toruń 2026
Belgische medaillewinnaars · Nederlandse medaillewinnaars